# Dobříčany (zámek)
Dobříčany jsou tvrz přestavěná na zámek ve stejnojmenné vesnici jihozápadně od Žatce v okrese Louny. Od roku 1964 je chráněn jako kulturní památka.

## Historie
První písemná zmínka o vesnici pochází z roku 1318, kdy je zmiňován vladyka Hogerus z Dobříčan. Po něm se v držení vesnice vystřídal pražský měšťan Oldřich Slaner a několik drobných šlechticů z okolí: Jaroslav z Opočna (1396) a vladykové z Lipna, za nichž je v roce 1437 poprvé zmíněna tvrz. Později patřila k líčkovskému panství, ale po odsouzení Jiřího Popela z Lobkovic byl jeho majetek zkonfiskován a Dobříčany koupil v roce 1594 Diviš Hrobčický z Hrobčic. Jeho syn Kryštof nechal tvrz v roce 1620 přestavět na renesanční zámek. Zúčastnil se však stavovského povstání a Dobříčany mu byly zkonfiskovány. Zámek navíc vyrabovalo a zapálilo císařské vojsko. Poničený zámek v roce 1623 koupil František Clary de Riva a buď on, nebo jeho syn ho nechali barokně upravit. Jejich potomci zámek vlastnili do roku 1746, kdy dědictvím přešel na hraběte Leopolda Kašpara Clary-Aldringena z vedlejší rodové větve. V 19. století se v Dobříčanech po Clary-Aldringenech vystřídali od roku 1804 Jan Antonín Chládek, Eduard ze Schönburka (1809) a Vincenc Zesner ze Spitzenberga, který nechal upravit zámecký park. V zámku také shromáždil velkou sbírku zbraní a uměleckých předmětů. Jeho rodina na zámku žila do roku 1945, kdy jej převzal stát. Ve druhé polovině století zámek využívala armáda jako skladiště, ale v roce 1992 jej koupila společnost Benitrans, která zanedbávala údržbu, až se část zámku zřítila.
Zchátralý zámek chtěl v roce 2015 koupit Petr Bajer, který plánoval rozsáhlou opravu. Neuhradil však kupní cenu, a z rekonstrukce sešlo. Dalším majitelem se roku 2018 stal Martin Rippl, který za zámek zaplatil 900 tisíc korun s cílem vybudovat v něm domov pro seniory.

## Stavební podoba
Jednopatrový zámek stojí na půdorysu písmene L, před jehož průčelí ze strany ulice i zahrady předstupují ploché rizality.

## Galerie

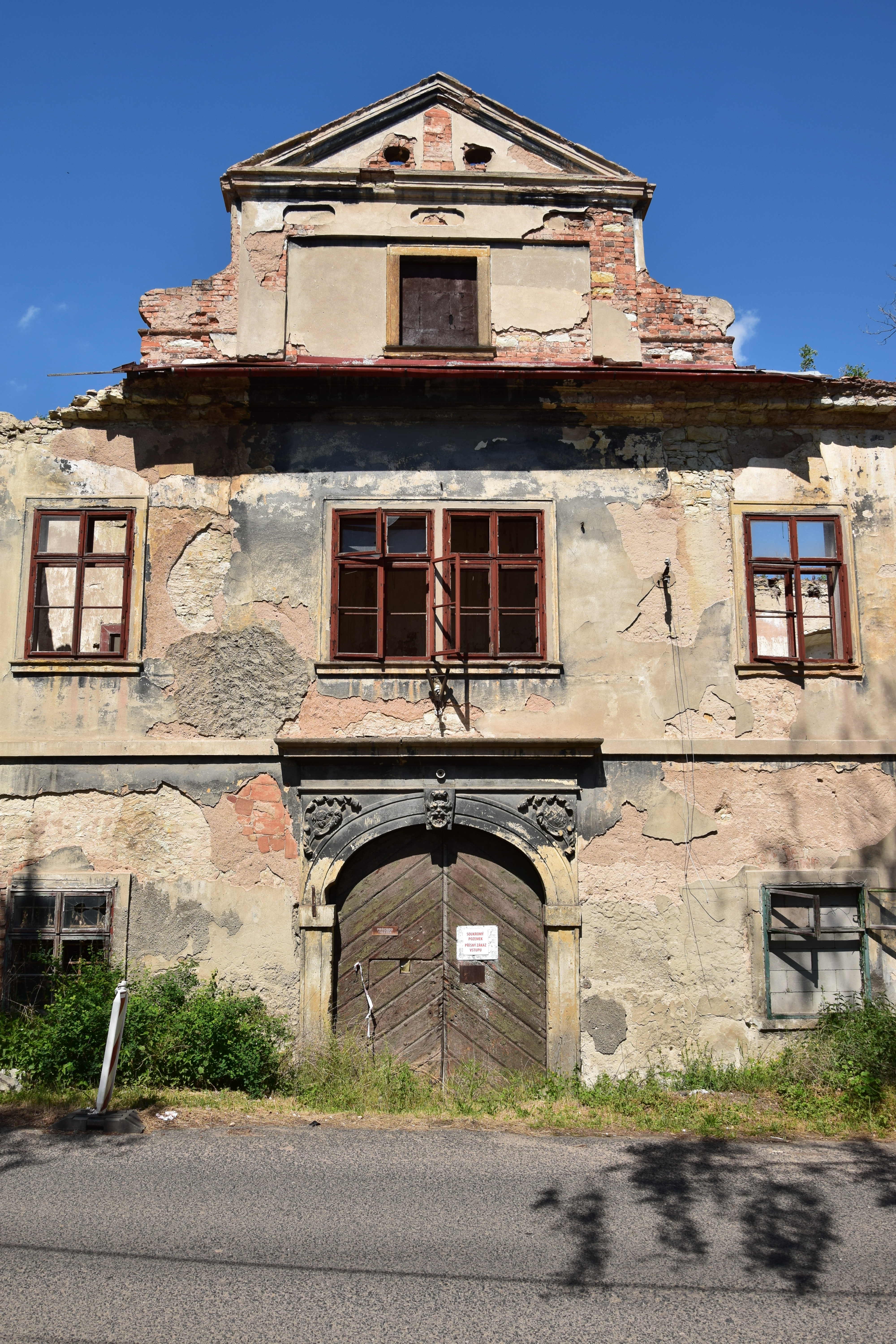
Portál se štítem
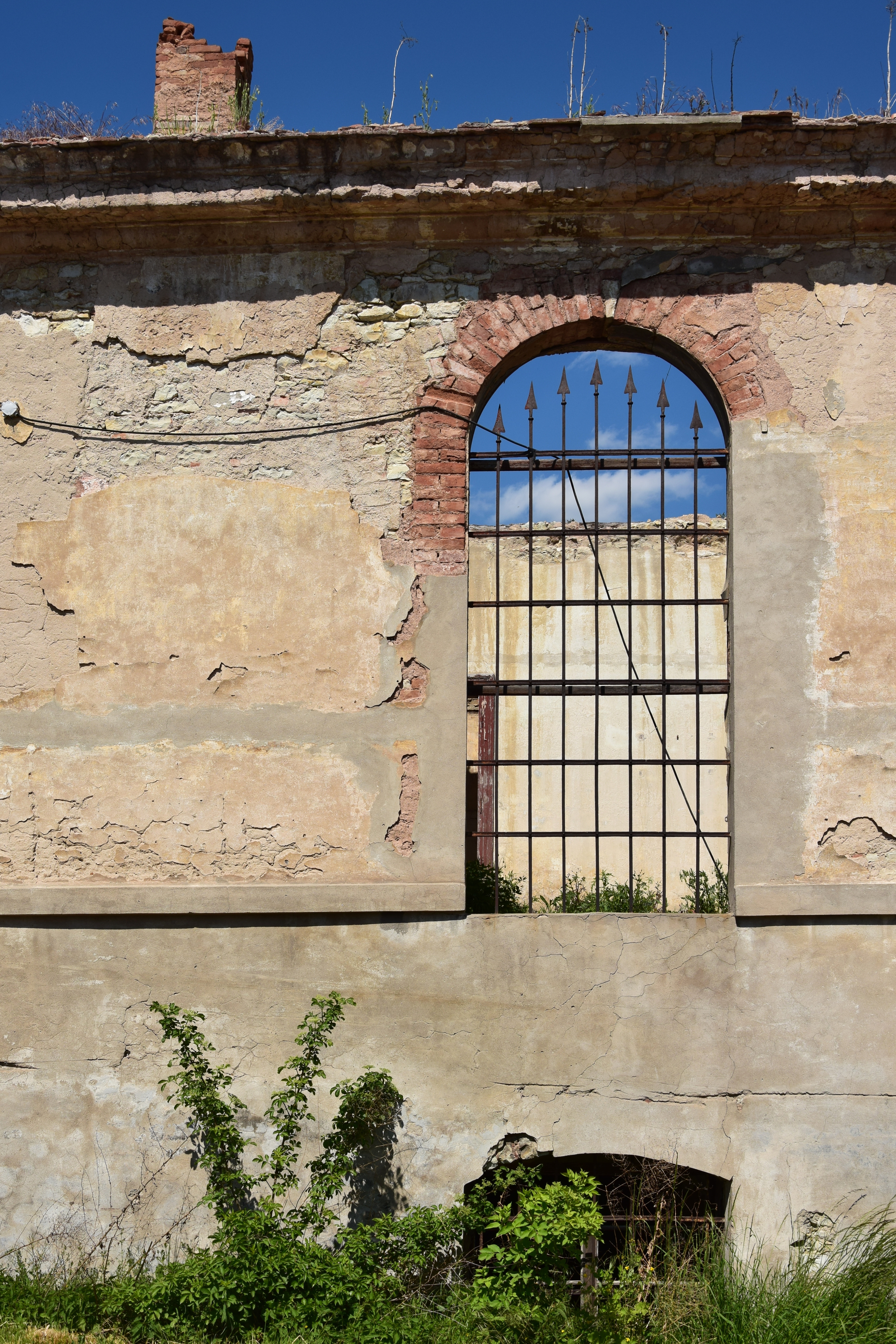
Okno v západní části průčelí
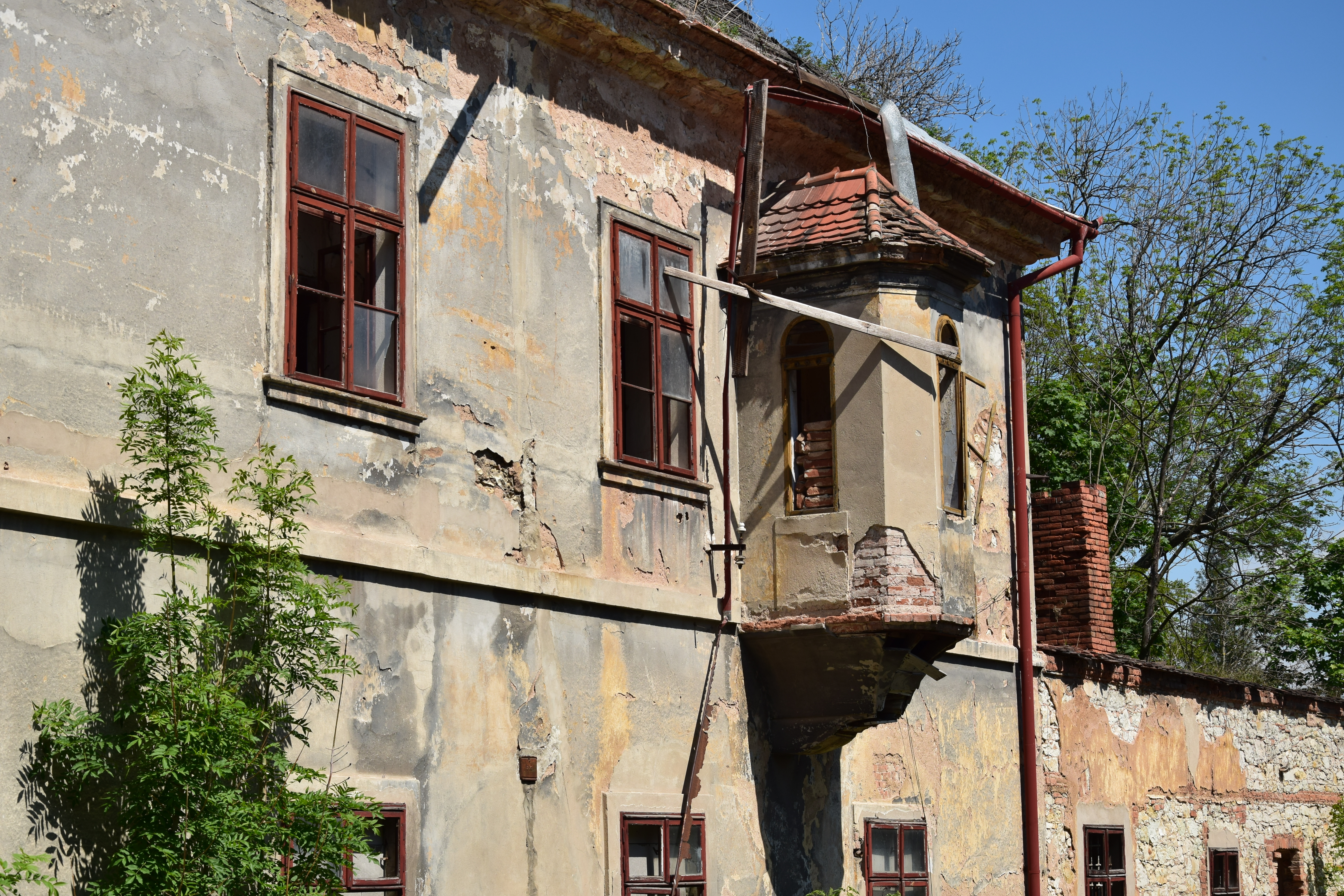
Arkýř ve východní části průčelí
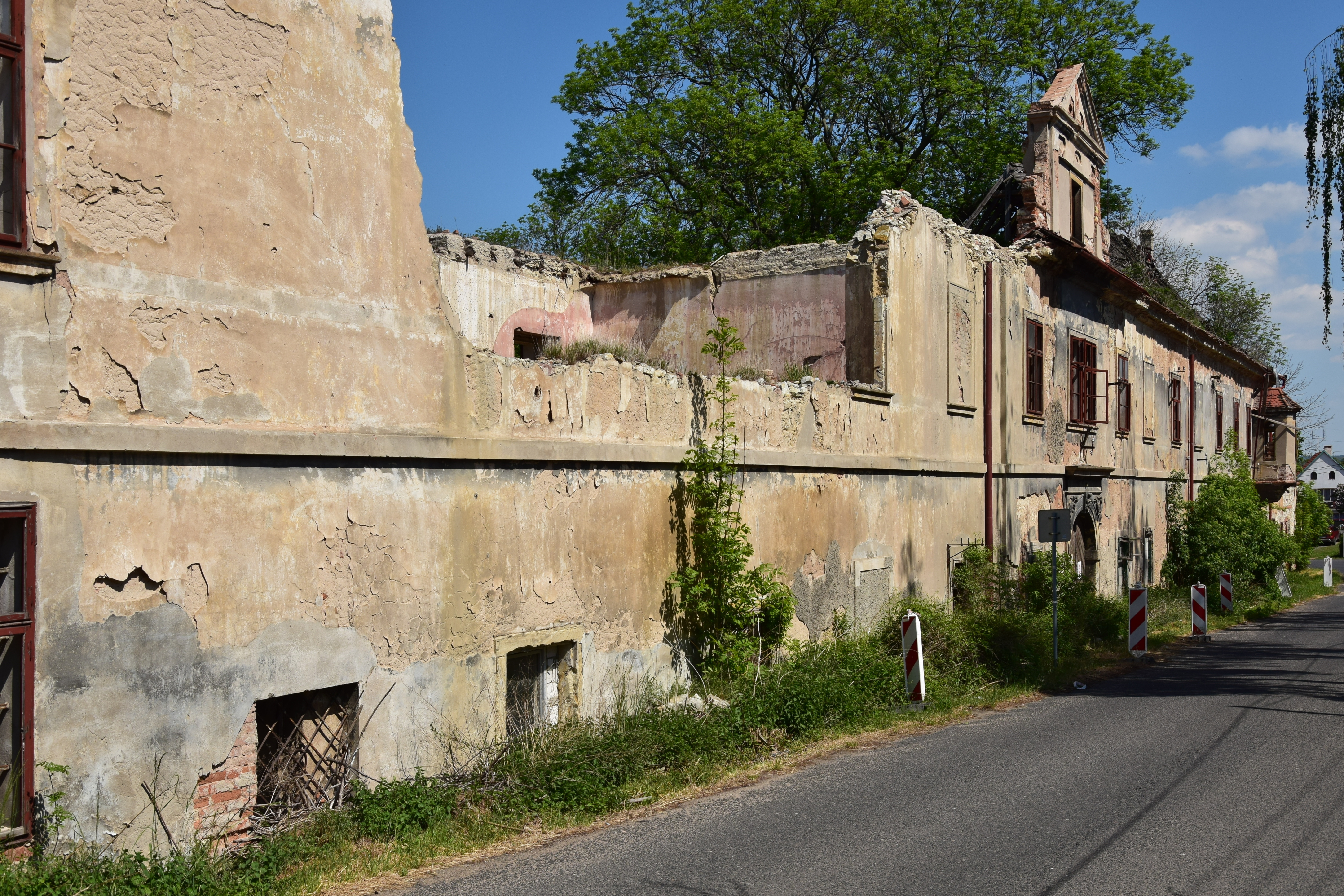
Zřícená část západního křídla
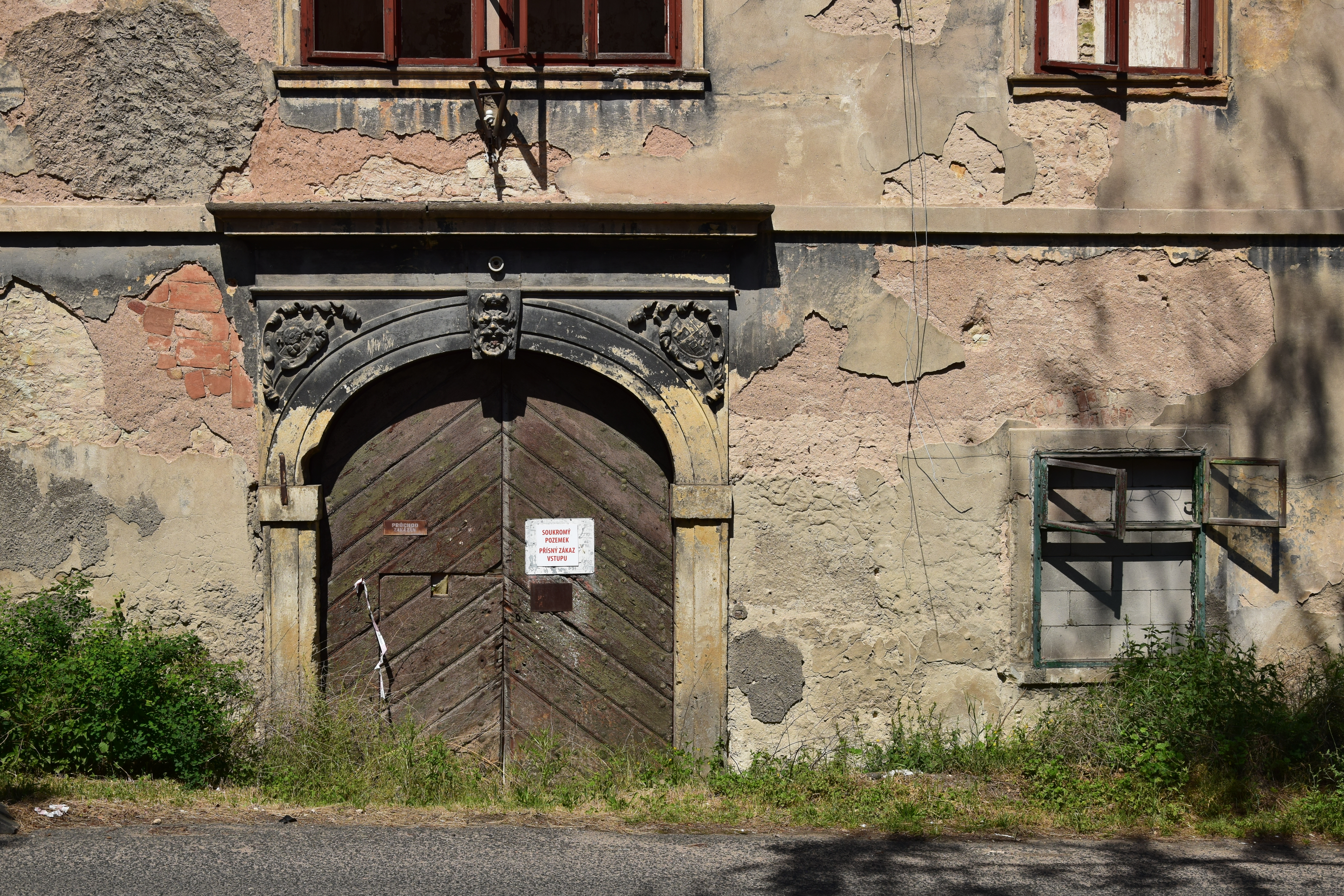
Portál